# Lutimar Paes
Lutimar de Abreu Paes (Cruz Alta, 14 de dezembro de 1988) é um atleta de corrida brasileiro, especialista em 800 m e 1.500 m.
Integrou a delegação que disputou os Jogos Pan-Americanos de 2011 em Guadalajara, no México.
Integrou a equipe de atletismo que disputou os Jogos Olímpicos de Verão de 2016 no Rio de Janeiro.

## Melhores marcas pessoais[3]
- 800 m - 1min45s32 no Grande Prêmio Internacional de Belém (2011)
- 1.500 m - 3min40s86 no Troféu Brasil (2014)

## Resultados importantes[3]
800 m
- Campeão do GP Brasil/2016 (1min46s76)
- Campeão do Ibero-Americano do Rio/2016 (1min45s42 - índice olímpico)
- Vice-campeão do Troféu Brasil/2014 (1min46s23)
- 7º colocado no GP Brasil CAIXA Pará de Atletismo/2014 (1min48s53)
- Medalha de bronze nos Jogos Sul-Americanos de Santiago/2014 (1min47s52)
- 7º colocado no Ibero-Americano de São Paulo/2014 (1min47s75)
- Vice-campeão do Troféu Brasil/2013 (1min46s68)
- Medalha de bronze no Campeonato Sul-Americano de Cartagena das Índias/2013 (1min48s50)
- Medalha de bronze no Troféu Brasil/2012 (1min47s31)
- 4º colocado nos Jogos Mundiais Militares do Rio de Janeiro/2011 (1min46s69)
- Medalha de bronze no Grande Prêmio de Fortaleza/2011 (1min46s78)
- 5º colocado na Universíade em Shenzhen/2011 (1min47s23)
- 5º colocado no Grande Prêmio Internacional de Belém/2011 (1min45s32)
- 6º colocado nos Jogos Pan-Americanos de Guadalajara/2011 (1min47s76)
- Medalha de bronze no Troféu Brasil/2010 (1min47s20)

1.500 m
- Vice-campeão do Troféu Brasil/2016 (3min46s54)
- Medalha de bronze no Troféu Brasil/2015 (3min46s17)
- Campeão do Troféu Brasil/2014 (3min40s86)
- Campeão do Troféu Brasil/2013 (3min45s51)
- Vice-campeão do Troféu Brasil/2012 (3min46s68)
- Vice-campeão do Troféu Brasil/2011 (3min45s2)